# Иван Славов (художник)
Вижте пояснителната страница за други личности с името Иван Славов.
Иван Славов е български художник.

## Биография
Роден е на 26 юни 1876 г. в Ямбол. В периода 1896 – 1902 г. учи в Държавното рисувално училище в София. Още като студент печата свои карикатури във вестниците „Фенер“ (1898), „Поща“ (1899), „Балкански вести“ (1901). Сътрудничи с карикатури и фейлетони на списание „Българан“ и вестниците „Балканска трибуна“, „Вечерна поща“, „Нова Балканска трибуна“. През 1910 – 1911 г. издава хумористичното списание „Шантеклер“, а през 1920 – 1921 г. е собственик на вестник „Ново време“. Член е на дружество „Съвременно изкуство“ и съюза „Лада“, в чиито изложби редовно участва. Участва в Четвъртата южнославянска изложба в Белград през 1912 г. Рисува живопис с битова и военна тематика, илюстрира книги и календари. Негови творби се съхраняват в частни колекции. Умира на 6 декември 1937 г. в София.